# هل مات ستة ملايين حقا؟
هل مات ستة ملايين حقا؟ الحقيقة في النهاية هو عنوان كتيب صدر في السبعينيات عن الصحفي الكندي من أصل بريطاني ريتشارد فيرال تحت اسم مستعار ريتشارد إي هاروود. عارض فيرال في الكتيب إحصاءات الهولوكوست، معتقدا انه من المستحيل أن يكون عدد ضحايا اليهود ستة ملايين بأي شكلٍ من الأشكال.
نشر إرنست زوندل الكتيب في مطبعته في كندا عام 1974. وفي عامي 1985 و1988 حوكم وأدين زوندل بموجب قانون «الأخبار الكاذبة» وحكمت عليه محكمة في أونتاريو بالسجن لمدة 15 شهرًا بتهمة نشر مواد تنكر الهولوكوست.

## المؤلف
ريتشارد فيرال (مواليد 1948) هو سياسي بريطاني يصنف من النازيين الجدد، ومن المنكرين للهولوكوست. في البداية كان عضوًا في حزب المحافظين، ثم غادر الحزب في أوائل السبعينيات، للانضمام إلى الجبهة الوطنية. تم تعيينه محررًا في مجلة سبيرهيد من 1976 إلى 1980، وهو استخدم المجلة لإنكار الهولوكوست.
ثم تم تعينه نائبًا لرئيس الجبهة الوطنية من قبل أندرو برونز في عام 1980. لكنه لم يلعب دورًا هامًا في سياسات الجبهة الوطنية وكان بعيدًا عن الصراع بين الجبهة الوطنية الرسمية ومجموعة العلم. بدلاً من ذلك، ركز معظم جهوده على الكتابة عن الهولوكوست.
وقد اشتُهر فيرال بعد نشر كتابه «هل مات ستة ملايين حقا» الذي نشره تحت اسم مستعار وهو«ريتشارد هاروود».

## محتوى الكتاب
يشكك ريتشارد فيرال في كتابه في حصيلة ضحايا الهولوكوست، منتقدًا الادعاءات التي تتحدث عن «إبادة ما لا يقل عن ستة ملايين يهودي» في معسكرات الاعتقال. يستهدف الكتيب مختلف محاكمات جرائم الحرب، وأشهرها محاكمات نورمبرغ ومحاكمة أدولف أيخمان، وينتقد نزاهتها القانونية ومعايير الأدلة المقدمة، فضلاً عن موضوعية وحيادية القضاة.
ويحاول فيرال في كتابه اظهار أنه حسب الاحصاءات والجداول السكانية فان أرقام السكان اليهود الأوروبيين لا تسمح بقتل ستة ملايين يهودي. حيث كان العدد الإجمالي لليهود في المناطق التي يسيطر عليها النازيون بعد عمليات الهجرة والإجلاء «حوالي ثلاثة ملايين».
ويجادل بأنه قد بالغ الحلفاء في حجم الهولوكوست، أولاً للتغطية على امور عدة منها استخدام القنابل الذرية على المدن اليابانية، والغارات الجوية على البلدات ذات الغالبية المدنية مثل دريسدن، وانتهاكاتهم لحقوق الإنسان. والثاني حتى يتمكنوا من استخدامها كذريعة لتأسيس دولة إسرائيل، التي ينسب إليها ارتكاب فظائع بحق السكان الفلسطينيين.
والغرض من الكتيب هو إظهار أن تاريخ المحرقة «الستة ملايين» يُستخدم لتثبيط أي شكل من أشكال القومية التي يمكن أن تشكل تهديدًا للعرق الأنجلو ساكسوني: «لا يمكن لاحد ان لا يعجب بالطريقة التي استخدمها اليهود عبر التاريخ للحفاظ على عرقهم على مر القرون، واستمرارهم في ذلك حتى يومنا هذا. وقد ساعدهم بصراحة في هذا الجهد قصة ستة ملايين ضحية يهودي، والتي أصبحت تقريبًا أسطورة دينية، واكدت على الوحدة العرقية لليهود. ولسوء الحظ، عملت بطريقة معاكسة تمامًا لجميع الشعوب الأخرى، مما جعلها عاجزة عن القتال من أجل الحفاظ على الذات.»
استخدم فيرال في كتابه المصادر المنشورة في الخمسينيات والستينيات من القرن الماضي، وقد أشار كثيرًا إلى كتب بول راسنييه.

## ما بعد
في عام 1974 قام«إرنست زوندل» من تورونتو الذي يدير مطبعة صغيرة تسمى «دار نشر سمسدات»، بنشر وتوزيع كتيب «هل مات ستة ملايين حقاً؟».
تم فحص الكتيب من قبل المحكمة العليا لكندا في عام 1985 في محاكمة الناشر زوندل. ثم حوكم وأدين زوندول بموجب المادة 181 من القانون الجنائي «نشر الاخبار الكاذبة». تم إلغاء الإدانة عند الاستئناف، مما أدى إلى إقامة محاكمة ثانية في عام 1988 حيث أدين مرة أخرى وحكمت عليه المحكمة بالسجن لمدة 15 شهرًا بتهمة «نشر مواد تنكر الهولوكوست».
ثم ألغيت إدانته في عام 1992 عندما أعلنت المحكمة العليا في كندا أن قانون الأخبار الكاذبة غير دستوري.
تم حظر الكتيب في ألمانيا وجنوب إفريقيا.
في عام 2017، أزال موقع أمازون.كوم الكتيب إلى جانب الكتب الأخرى التي تنكر الهولوكوست من مواقعه في الولايات المتحدة والمملكة المتحد.